# Sainte-Marguerite-de-l'Autel
 Sainte-Marguerite-de-l'Autel  là một xã của tỉnh Eure, thuộc vùng Normandie, miền bắc nước Pháp.